# Imhotep (videogioco)
Imhotep è un videogioco pubblicato nel 1985 per Commodore 64 dalla Ultimate Play The Game. Ambientato nell'antico Egitto, è composto da fasi sparatutto a scorrimento in volo e fasi a piattaforme. Venne sviluppato interamente e autonomamente da Manuel Caballero, che dice di aver impiegato 10 mesi di lavoro a tempo pieno, e la Ultimate, all'epoca nota per titoli di tutt'altro genere, fece solo da editrice.

## Trama
Il protagonista Imhotep, ispirato al luminare egizio Imhotep, è un consigliere del faraone Zoser. La carestia sta dilagando e Imhotep, incaricato di trovare una soluzione, decide di cercare l'aiuto di Thoth. Per raggiungerlo dovrà però attraversare il territorio degli ostili nomadi Jawi lungo il Nilo e poi affrontare ambienti chiusi pieni di trappole.

## Modalità di gioco
Inizialmente Imhotep vola in sella a una sorta di avvoltoio gigante sullo sfondo delle piramidi e del fiume, con scorrimento orizzontale continuo verso destra, a due livelli di parallasse. Può muoversi su tutto lo schermo e sparare proiettili sferici in orizzontale, verso destra o verso sinistra. I nemici sono Jawi che volano in sella ad avvoltoi come quello di Imhotep, sono letali in caso di scontro e a volte sparano, non solo in orizzontale. Il giocatore li deve distruggere oppure evitare, eccetto alcuni che occasionalmente si gettano addosso a Imhotep e devono necessariamente essere eliminati. Più avanti compaiono anche rocce volanti, lanciate dallo sfondo in lontananza verso lo schermo, e meteore simili a grandi gocce che cadono dal cielo.
Al livello successivo Imhotep avanza sullo stesso paesaggio, però a piedi, e deve saltare i numerosi fossi; i nemici e i pericoli dal cielo restano gli stessi e Imhotep è disarmato.
I successivi due livelli, l'interno di una piramide e una caverna sotterranea, sono a schermata fissa, con piattaforme e scalette verticali; Imhotep deve raccogliere determinati oggetti sparsi per lo schema evitando cadute, trappole e nemici vari.
Seguono quindi un livello a scorrimento a piedi su terreno che presenta anche salite e discese, con Jawi, rocce, botole e palle rotolanti da evitare, dove Imhotep può a sua volta sparare palle rotolanti; un livello a scorrimento simile ai primi, ma con Imhotep che rema su una canoa e può sparare verso l'alto o in diagonale; infine altri due livelli simili alla caverna e alla piramide, per poi ricominciare da capo.

## Accoglienza
Imhotep ottenne generalmente giudizi di sufficienza dalle riviste di settore britanniche, a parte un giudizio molto negativo di Zzap!64 9 e uno buono di Your Commodore 16; spesso venne notato il cambio di genere, poco riuscito, rispetto ai precedenti successi del produttore Ultimate. Viene evidenziata in particolare l'estrema difficoltà del gioco, tanto che nessun recensore dell'epoca sembra essere riuscito effettivamente a raggiungere i livelli a piattaforme per descriverli.